# غوانغان
غوانغان (بالصينية: 广安市 )‏ هي مدينة على مستوى محافظة، في جمهورية الصين الشعبية، تتبع سيتشوان، تبلغ مساحتها 6,344 كيلومتر مربع، رمزها البريدي هو 638000.

## مدن توأم
المدن التوأم:
- بولون-بيانكور.

## التقسيمات الإدارية
- Guang'an District, Guang'an [الإنجليزية]‏
- Yuechi County [الإنجليزية]‏
- Wusheng County [الإنجليزية]‏
- Linshui County [الإنجليزية]‏
- هواينغ
- Qianfeng, Guang'an [الإنجليزية]‏.

## أعلام
- يانغ سين